# Hochweißsteinhaus
Das Hochweißsteinhaus ist eine Schutzhütte der Kategorie I der Sektion Austria des ÖAV in den Karnischen Alpen. Sie ist ein wichtiger Etappenstützpunkt auf dem Karnischen Höhenweg sowie dem Südalpenweg.

## Lage
Das Hochweißsteinhaus liegt am Karnischen Höhenweg zwischen Frohnalm und Öfner Joch sowie unterhalb des Hochalpljochs.

## Geschichte
Das Hochweißsteinhaus wurde 1927 von der Sektion Austria des Deutschen und Österreichischen Alpenvereins (DuOeAV) errichtet. Die Hütte wurde dabei an der Weggabelung von zwei ehemaligen Saumpfaden gebaut, die über den Karnischen Hauptkamm hinweg nach Süden führten. Diese waren für den Warenverkehr nach Italien früher sehr wichtig gewesen und führten über die Pässe in das südwärts gelegene Tal der Piave hinunter. Der am Ort des Hochweißsteinhauses nach Südosten abzweigende Pfad führte dabei über das Öfnerjoch nach Forni Avoltri, während der in südwestlicher Richtung abknickende Pfad zum Hochalplpass hinaufführte und von dort dann nach Sappada/Plodn hinunterzog. Über diese beiden Wege wurde Holz, das im Lesachtal geschlagen worden war, zum Teil sogar bis nach Venedig transportiert.
Erster Pächter der Hochweißsteinhauses wurde der Initiator des Hüttenbaus, Adam Salcher, ein Gastwirt und Bergführer aus dem Lesachtal. Dieser hatte während des Ersten Weltkriegs in der Umgebung der Hütte im Aufgebot der Standschützen Dienst getan. Die Standschützen hatten 1915 bei der Kriegserklärung Italiens an Österreich den knapp südlich der Grenze gelegenen Hochweißstein besetzt, noch ehe italienische Truppen dort Stellung beziehen konnten. Dieser aufgrund seiner exponierten Lage für beide Seiten im Gebirgskrieg 1915–1918 strategische wichtige Berg konnte von Österreichern dann bis zum Ende des Krieges gehalten werden und wurde zwölf Jahre später zum Namensgeber der neu erbauten Hütte.
In den Jahren nach dem Zweiten Weltkrieg wurde die Hütte durch Plünderungen schwer in Mitleidenschaft gezogen und erst 1949 wieder in Stand gesetzt. Im Jahr 1972 war das Hochweißsteinhaus dann von erneutem Vandalismus betroffen, wodurch das Hütteninventar weitgehend zerstört worden war.
Weitere Schäden an der Hütte traten 1975 auf, dieses Mal allerdings nicht durch menschliche Einwirkungen, sondern durch einen Lawinenabgang. Dieser war durch die großen Schneemengen des Frühjahrs verursacht worden und hatte zu einer erheblichen Beschädigung der Hütte geführt. Die Wiederherstellung der Hütte konnte erst im September ausgeführt werden, so dass der Sommerbetrieb in diesem Jahr nur sehr eingeschränkt möglich gewesen war.

## Zustiege
- Von Nordwesten her
  - aus Maria Luggau (1173 m) in 5 Stunden
  - aus Maria Luggau über den Fahrweg bis zum Parkplatz Frohnalm (1580 m), von dort aus in einer dreiviertel Stunde
- Von Norden her
  - aus St. Lorenzen im Lesachtal (1127 m) in 3 Stunden
- Von Nordosten her
  - aus Liesing (1044 m) in 5 Stunden

## Touren
Die nächstgelegenen Hütten auf dem Karnischen Höhenweg sind:
- die Wolayerseehütte (1960 m) in 6 Stunden
- die Porzehütte (1.942 m) in 8 Stunden
- das Mitterkar-Biwak (1973 m) in 4 Stunden (Notunterkunft)
- das Rif. Calvi (2164 m) über Hochalpljoch und Bladner Joch in 2 Stunden
- die Filmoor-Standschützenhütte (2350 m) in 10 Stunden
- die Obstansersee-Hütte (2304 m) in 12 Stunden

## Gipfelbesteigungen
- Raudenspitze (2507 m) in 3 Stunden
- Hochweißstein (Monte Peralba) (2693 m) in 3 Stunden
- Torkarspitze (2573 m) in 3 Stunden
- Zwölferspitz (2593 m) in 3 Stunden
- Weißsteinspitze (2462 m)
- Hochalpl (2345 m)

## Bilder

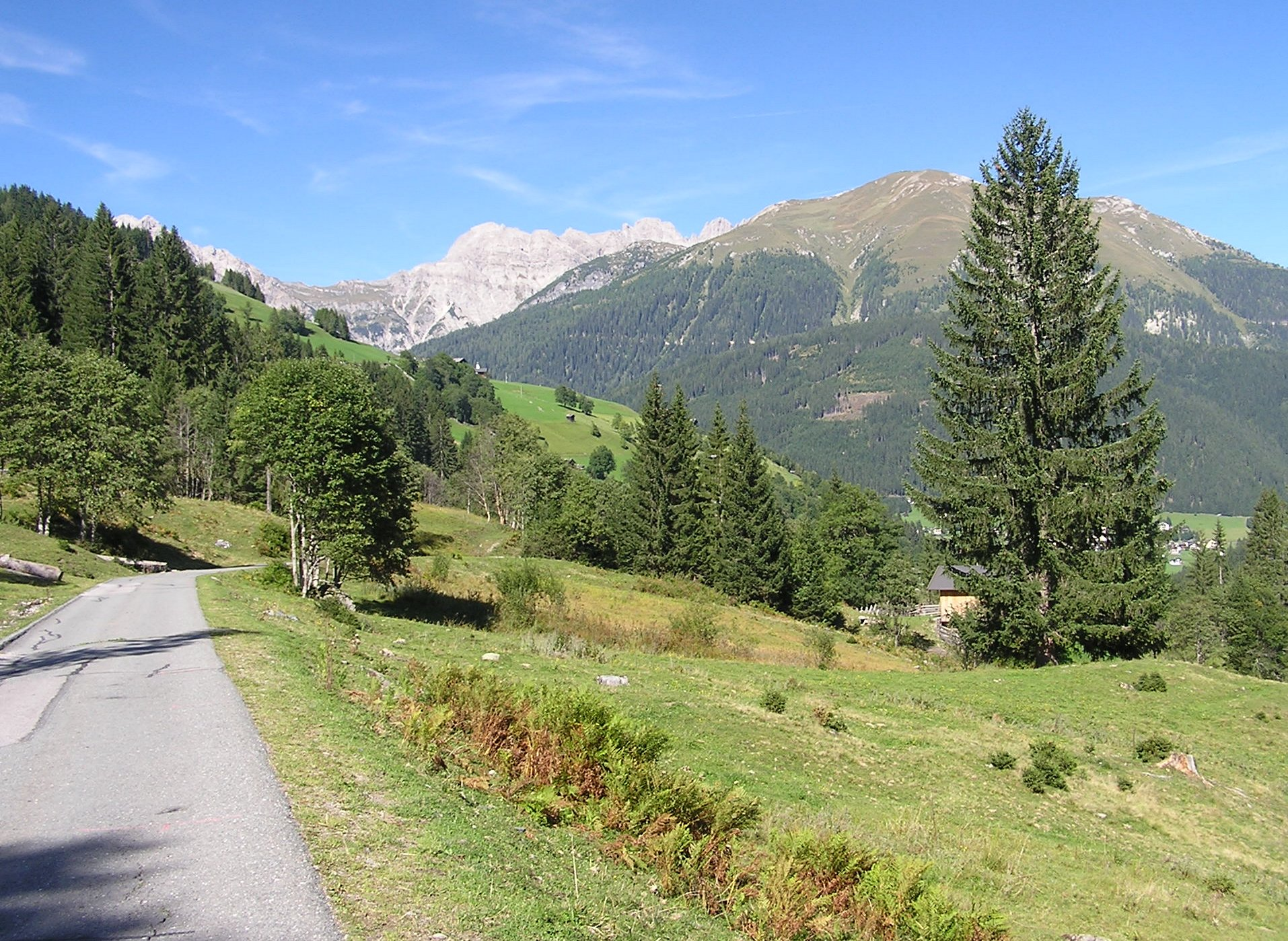
Der in Richtung Hochweißsteinhaus führende Frohntal-Almweg
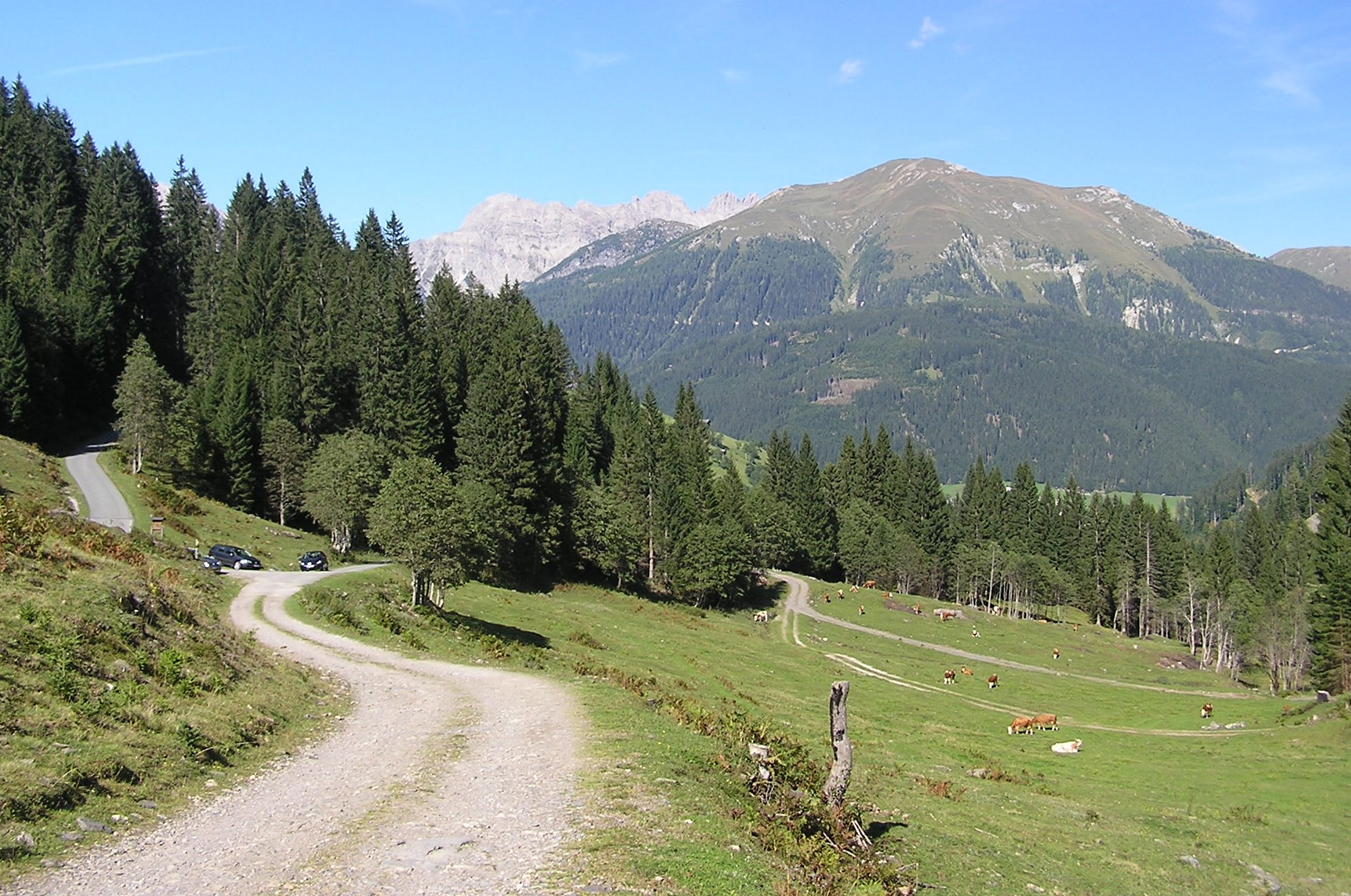
Der auf dem Weg zur Hütte liegende Frohnalm-Parkplatz
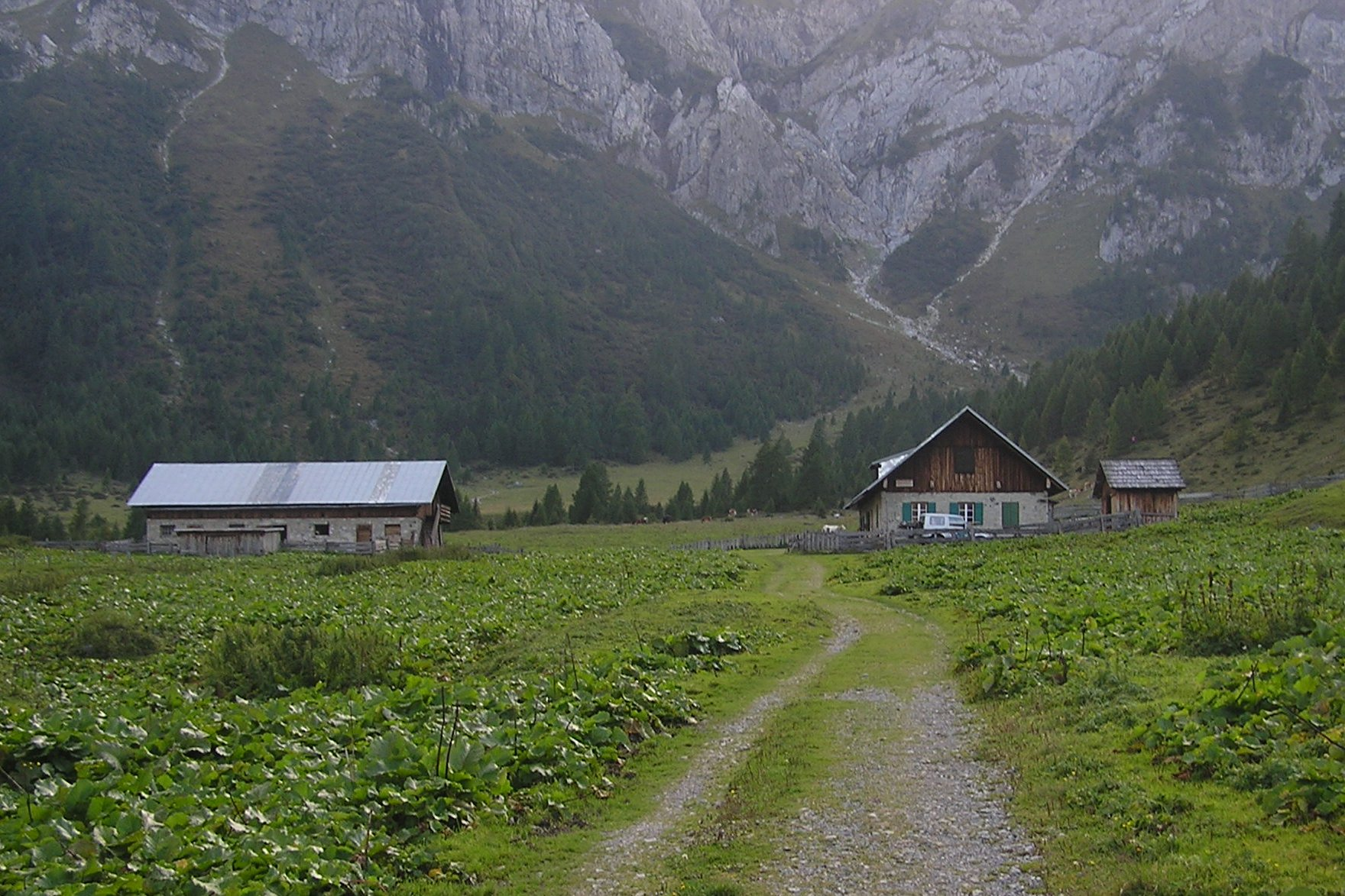
Die ein wenig unterhalb der Hütte gelegene Ingridhütte
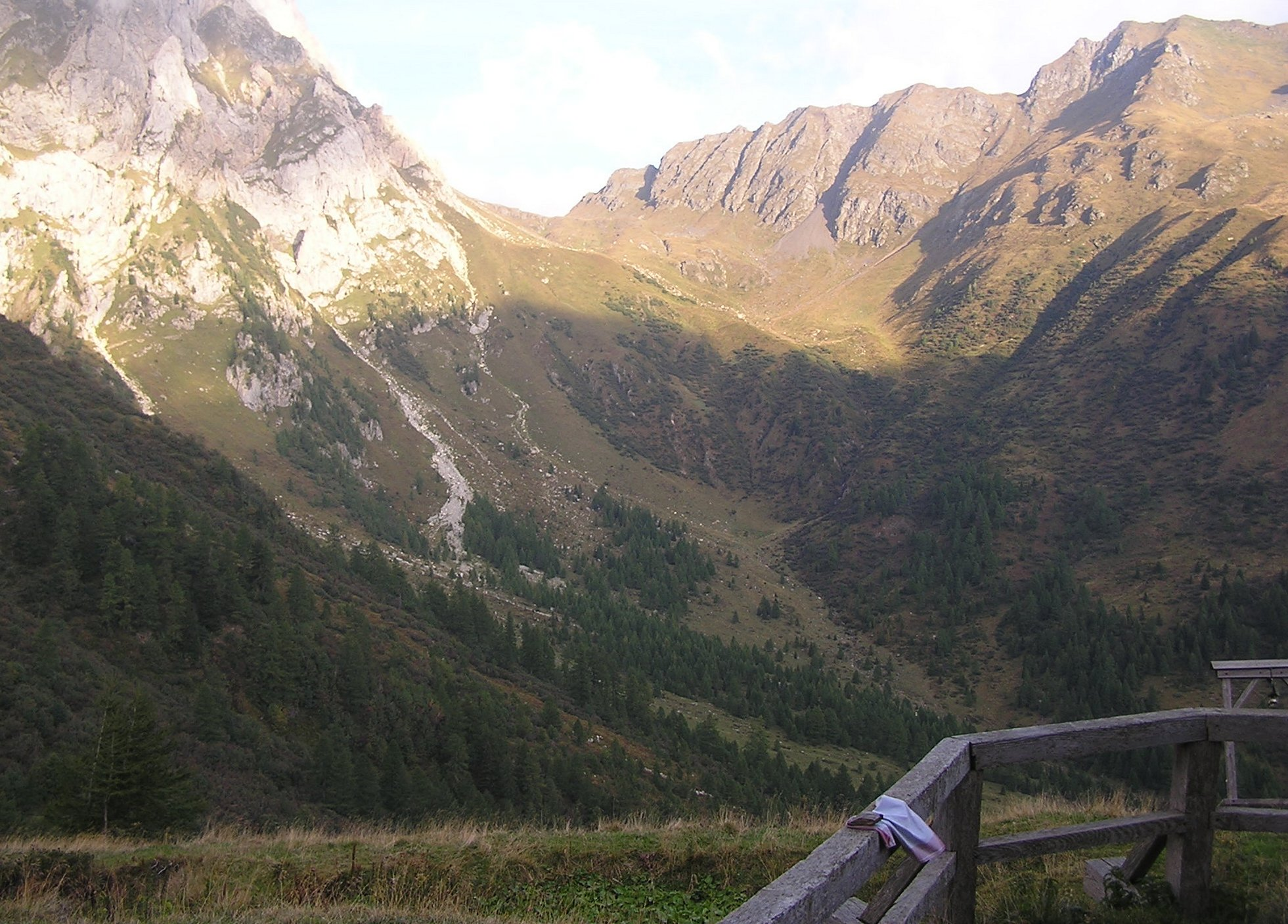
Auf der Terrasse des Hochweißsteinhauses